# Bataliony zaopatrzenia Wojska Polskiego
Bataliony zaopatrzenia Wojska Polskiego – lista polskich batalionów zaopatrzenia, ich numery JW i miejsce stacjonowania; struktura organizacyjna bzaop DP i DZ.
| Nazwa batalionu                     | Numer JW       | Miejsce stacjonowania |
| ----------------------------------- | -------------- | --------------------- |
| 1 batalion zaopatrzenia             | JW 3350        | Legionowo             |
| 1 batalion zaopatrzenia             |                | Radom                 |
| 2 batalion zaopatrzenia             | JW 3111        | Czarne                |
| 2 batalion zaopatrzenia             | JW 3228        | Nysa                  |
| 2 batalion zaopatrzenia             | JW 2798        | Nowe Miasto n/Pilicą  |
| 3 batalion zaopatrzenia             | JW 1064        | Lublin                |
| 4 Krośnieński batalion zaopatrzenia | JW 1375        | Krosno Odrzańskie     |
| 5 batalion zaopatrzenia             | JW 1280        | Gubin                 |
| 6 batalion zaopatrzenia             |                |                       |
| 6 batalion zaopatrzenia i rremontu  | JW 3454        | Kraków                |
| 7 batalion zaopatrzenia             | JW 1090        | Łańcut                |
| 8 batalion zaopatrzenia             | JW 1083 i 2490 | Koszalin              |
| 9 batalion zaopatrzenia             | JW 3829        | Świdwin               |
| 10 batalion zaopatrzenia            | JW 3895        | Zegrze Pomorskie      |
| 10 batalion zaopatrzenia            | JW 1238        | Komprachcice          |
| 11 batalion zaopatrzenia            | JW 2680        | Żagań Świętoszów      |
| 11 batalion zaopatrzenia            | JW 3721        | Pruszcz Gdański       |
| 12 batalion zaopatrzenia            | JW 2798        | Nowe Miasto n/Pilicą  |
| 12 batalion zaopatrzenia            | JW 3132        | Kobylanka             |
| 13 batalion zaopatrzenia            |                |                       |
| 14 batalion zaopatrzenia            | JW 1137        | Szczecin              |
| 15 batalion zaopatrzenia            | JW 5101        | Olsztyn               |
| 15 batalion zaopatrzenia            | JW 1146        | Olsztyn               |
| 16 batalion zaopatrzenia            | JW 1261        | Elbląg                |
| 17 batalion zaopatrzenia            | JW 1090        | Łańcut                |
| 20 batalion zaopatrzenia            | JW 1830 i 1311 | Czarne, Szczecinek    |
| 26 batalion zaopatrzenia            | JW 3651 i 5668 | Gdynia-Babie Doły     |
| 31 Batalion Zaopatrzenia            | JW 1220        | Sochaczew             |
| 35 batalion zaopatrzenia            | JW 2046        | Inowrocław            |
| 36 batalion zaopatrzenia            | JW 1570        | Goleniów              |
| 37 batalion zaopatrzenia            | JW 2065        | Słupsk-Redzikowo      |
| 38 batalion zaopatrzenia            | JW 2484        | Bydgoszcz             |
| 39 batalion zaopatrzenia            | JW 4124        | Malbork               |
| 40 batalion zaopatrzenia            | JW 3785        | Mirosławiec           |
| 46 batalion zaopatrzenia            | JW 2717        | Piła                  |
| 51 batalion zaopatrzenia            | JW 4003        | Orneta                |
| 53 batalion zaopatrzenia            | JW 2582        | Poznań-Krzesiny       |
| 54 batalion zaopatrzenia            | JW 2097        | Piła                  |
| 35 batalion zaopatrzenia            | JW 3866        | Debrzno               |
| 56 batalion zaopatrzenia            | JW 2118        | Mińsk Mazowiecki      |
| 59 batalion zaopatrzenia            | JW 1238        | Komprachcice          |
| 75 batalion zaopatrzenia MPS        | JW 4225        | Mosty                 |
| 82 batalion zaopatrzenia            | JW 3789        | Olsztyn               |
| 86 batalion zaopatrzenia            | JW 4227        | Mosty                 |
| 91 batalion zaopatrzenia            |                | Koprachcice           |
| 95 batalion zaopatrzenia MPS        | JW 4233        | Pomiechówek           |
| 97 batalion zaopatrzenia MPS        | JW 4238        | Wędrzyn               |
| 107 batalion zaopatrzenia           | JW 4240        | Krapkowice            |
| 122 batalion zaopatrzenia           | JW 3798        | Olsztyn               |

Struktura organizacyjna batalionu zaopatrzenia dywizji zmechanizowanej (pancernej) w latach 80. XX wieku.
- Dowództwo
- sztab
- dwie kompanie zaopatrzenia w amunicję
- kompania zaopatrzenia w materiały pędne i smary
- pluton zaopatrzenia
- pluton zaopatrzenia technicznego
- pluton remontu samochodów
- pluton medyczny
- drużyna zaopatrzenia żywnościowego i mundurowego
- piekarnia polowa
- łaźnia i pralnia polowa
- drużyna filtrów wody
- warsztat szewsko – krawiecki

Stan etatowy batalionu liczył 388 żołnierzy.

Jednostka była wyposażona w:

- 2 samochody osobowo-terenowe
- 175 samochodów ciężarowo-terenowych
- 70 samochodów specjalnych
- 109 przyczep
- 5 motocykli
- 4 kuchnie polowe
- 4 radiostacje R-107
- elektrownia oświetleniowa 0,5 KW
- warsztat A/Sam.
- warsztat B/sam.
- ładownia akumulatorów samochodowych ŁA/sam.